# 尼科·施洛特貝克
尼科·施洛特貝克（德語：Nico Schlotterbeck；1999年12月1日—），德國足球運動員，現效力德甲球會多特蒙德，德國國家足球隊成員，司職中後衛。

## 俱樂部生涯
出自弗赖堡青訓的尼科·施洛特貝克，身高達1米91。2020-21賽季，尼科·施洛特貝克被租借至德甲球隊柏林聯盟效力，代表球隊在德甲出場16次，其中有15次是首發登場，並打進了個人在德甲的首球。
今夏租借期滿回到弗賴堡後，尼科·施洛特貝克在新賽季成為了弗賴堡陣中的絕對主力，在前14輪聯賽中全部首發出場。
在德甲第14輪，弗賴堡在客場6-0大勝慕遜加柏，其中在比賽進行到第37分鐘時，接隊友罰出的任意球，中後衛尼科·施洛特貝克頭球破門，這是他代表弗賴堡攻入的德甲首球。

### 多特蒙德
2022年5月2日，官方消息，多特蒙德從弗賴堡簽下中後衛施洛特貝克，雙方簽約至2027年夏天。

## 國家隊生涯
2022年3月27日，德國友誼賽對陣以色列，尼科·施洛特貝克首發出戰，迎來德國國家隊首秀。

## 荣誉及奖项

### 俱樂部
多特蒙德
- 歐洲聯賽冠軍盃亞軍：2023–24

## 外部連結
- 尼科·施洛特貝克在Transfermarkt上的资料
- 德国足球协会上的尼科·施洛特貝克（支持德语版）